# 新西伯利亞區

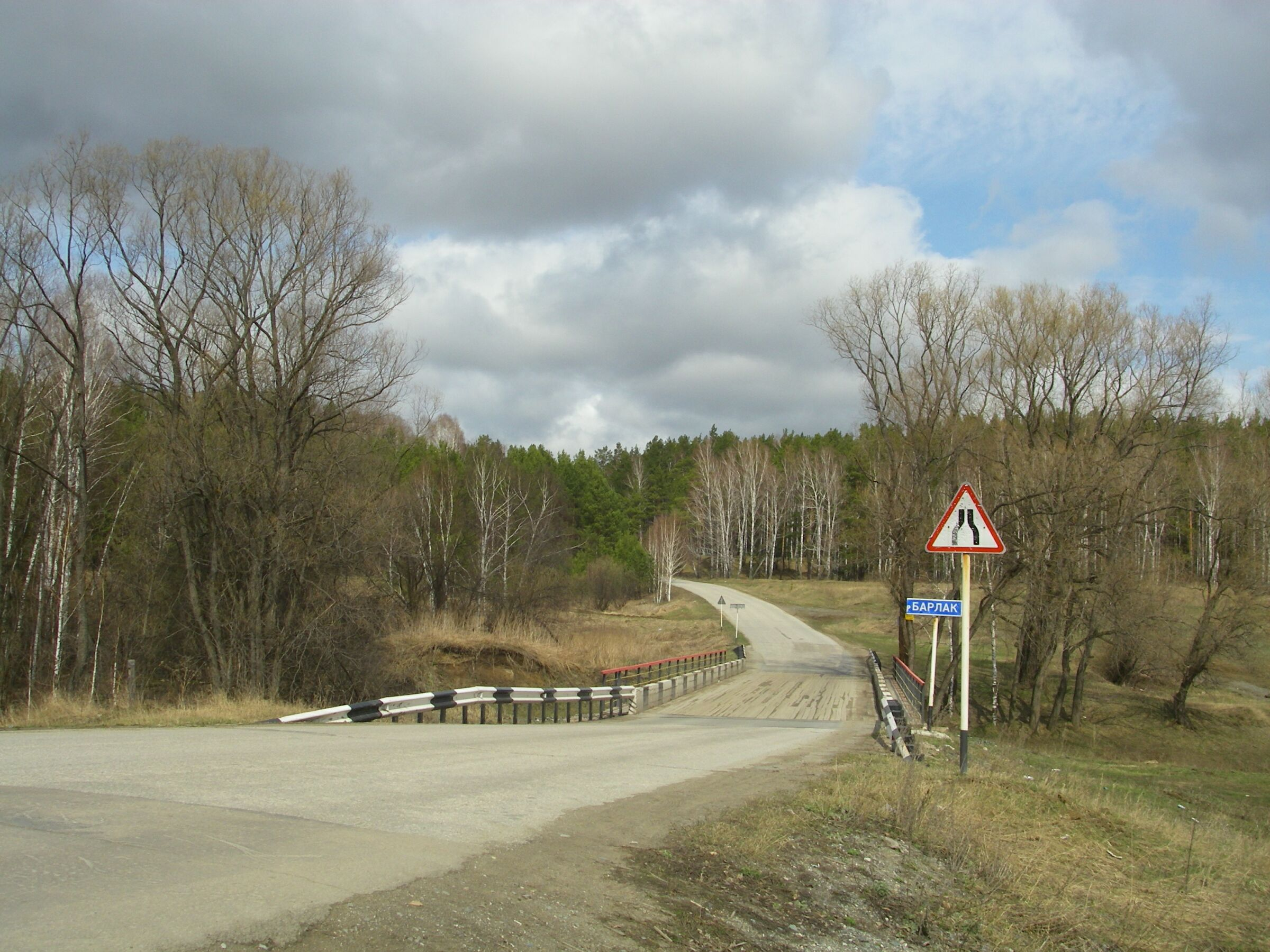

55°01′N 82°56′E / 55.017°N 82.933°E
新西伯利亞區（俄语：Новосибирский район），是俄羅斯的一個區，位於該國南部，由新西伯利亞州負責管轄，面積2,223平方公里，2010年人口127,891，人口密度每平方公里57.53人。

## 姐妹城市
- 中国鸡西市[1]（2014年7月4日）